# پازن‌آب
پازن‌آب، روستایی از توابع بخش سردشت شهرستان دزفول در استان خوزستان ایران است.

## جمعیت
این روستا در دهستان شهی قرار دارد و براساس سرشماری مرکز آمار ایران در سال ۱۳۸۵، جمعیت آن زیر سه خانوار بوده‌است.